# Wright Brothers National Memorial
Le Wright Brothers National Memorial est un mémorial américain protégeant le lieu où Orville et Wilbur Wright réalisèrent les premiers vols motorisés de l'histoire de l'aviation dans le comté de Dare, en Caroline du Nord. Créé le 2 mars 1927 et géré par le National Park Service, il est inscrit au Registre national des lieux historiques depuis le 15 octobre 1966. Son centre des visiteurs, le Wright Brothers National Memorial Visitor Center, est par ailleurs un National Historic Landmark depuis le 3 janvier 2001.
Le Wright Brothers Monument est le principal monument sur le site. Haut de plus de 18 mètres, il couronne la Kill Devil Hill depuis 1932. À son pied depuis 2003, on rencontre la December 17, 1903 Sculpture, un ensemble de statues représentant l'instant du premier vol des deux frères le 17 décembre 1903. Plus loin, le First Flight Boulder marque l'endroit du décollage.